# Naraingarh
Naraingarh là một thành phố và là nơi đặt ủy ban đô thị (municipal committee) của quận Ambala thuộc bang Haryana, Ấn Độ.

## Nhân khẩu
Theo điều tra dân số năm 2001 của Ấn Độ, Naraingarh có dân số 18.209 người. Phái nam chiếm 53% tổng số dân và phái nữ chiếm 47%. Naraingarh có tỷ lệ 73% biết đọc biết viết, cao hơn tỷ lệ trung bình toàn quốc là 59,5%: tỷ lệ cho phái nam là 79%, và tỷ lệ cho phái nữ là 68%. Tại Naraingarh, 12% dân số nhỏ hơn 6 tuổi.